# Pârâul Muntelui, Arieș
Pârâul Muntelui este un afluent de stânga al râului Arieș. 

## Hărți
- Munții Trascău  Arhivat în 11 octombrie 2008, la Wayback Machine.
- Harta Munții Apuseni
- Harta Județul Alba